# Lac Peter Pond
Le lac Peter Pond est un lac glaciaire situé dans le Nord-Ouest de la Saskatchewan au Canada. Il est alimenté par les eaux de la rivière La Loche.

## Toponymie
Le lac a reçu ce nom en mémoire de l'explorateur et cartographe Peter Pond qui arpenta cette région au XVIIIe siècle en passant par le Portage La Loche et en établissant le Fort Chipewyan.

## Climat
Le lac Peter Pond peut geler dès le mois de novembre et demeurer gelé jusqu'en mai. Il s'étend dans un paysage de taïga.

## Faune
Le lac comprend plusieurs espèces de poissons dont le doré jaune, le doré noir, la perchaude, le grand brochet, le touladi, le grand corégone, le meunier noir, le meunier rouge et la lotte.